# Ойл-Сіті
«Ойл-Сіті» (Нафтове місто) — історична нафтовидобувна свердловина на заході  України, в місті Бориславі (тепер Дрогобицький район, Львівська область).

## Історія свердловини №298 «Ойл-Сіті»
Побудована у 1908 р. фірмою «Голендерський нафтовий синдикат» на ділянці Тустанович-Бориславського нафтового родовища. 13 червня свердловина дала нафту з глибини 1016 м. Дебіт свердловини зростав до 3000 т нафти на добу, що було максимальним видобутком на одну свердловину.
Свердловина «Ойл-Сіті» відома також масштабною аварією — викидом нафти і газу і пожежею 1908 року. Пожежа тривала 21 день і спостерігалася на відстані до 50 км.

Викид нафти і газу та пожежа на свердловині «Ойл-Сіті». Поштова листівка початку XX ст.

1907 року на ділянці Тустанович-Бориславського нафтового родовища розпочалася розробка найпродуктивнішої свердловини в історії бориславської нафтопромисловості. Належала вона берлінській нафтовій фірмі «Браун і Берман».
У 1908 р. фірма «Голендерський нафтовий синдикат» побудувала на ділянці Тустанович-Бориславського нафтового родовища свердловину «Ойл-Сіті». У червні 1908 року на найбільшій свердловині з глибини 1016 метрів стався масштабний викид. За добу на поверхню виливалося фонтаном близько 3 тисяч тонн нафти. Для порівняння, в сучасному Бориславі видобувають, в цілому, близько 35 тонн на добу з усіх наявних свердловин.

### Галицький Везувій
Менш ніж через місяць у найпродуктивнішу свердловину Бориславського родовища вдарила блискавка, відбулася найбільша в історії Європи пожежа. Погасити вогняний нафтовий фонтан висотою близько 100 метрів вдалося лише через 21 день. Для ліквідації «Галицького Везувію» були задіяні не тільки пожежні служби, а й працівники нафтопромисловості, військові сапери міста Перемишль, величезна кількість найманих працівників.
Після 1919 р. на Прикарпатті створили ряд акціонерних товариств з видобутку й переробки нафти: «Малопольське нафтове товариство», «Польська спілка з реалізації нафти», фірми «Борислав», «Вакуум», «Карпати», «Франко-Полонія» та ін. Господарями цих товариств та фірм були американські, англійські, французькі та німецькі підприємці. Видобуток нафти зменшується.
У Бориславському нафтовому р-ні у 1913 р. було видобуто понад 1 млн т нафти, а в 1938 р. — тільки 0,5 млн т. Тоді на Галичині діяло бл. 40 нафтопромислів, бл. 4100 свердловин.
Розробка «Ойл-Сіті» велася до 1947 року. 1952-го свердловина була ліквідована. Сьогодні це історична місцевість, пам'ятка нафтогазової промисловості Борислава, об'єкт природно-заповідного фонду Львівської області.

## Статус
Зараз Ойл-сіті це геологічна пам'ятка природи місцевого значення в Україні. Розташована в межах Дрогобицького району Львівської області, в південно-східній частині міста Борислав (вул. Б. Хмельницького, 64).
Площа 0,03 га. Статус надано згідно з рішенням Львівського облвиконкому від 9 жовтня 1984 року № 495. Перебуває у віданні нафтогазодобувного управління «Бориславнафтогаз».
Статус надано з метою збереження історичної нафтовидобувної свердловини за назвою Ойл-Сіті.

## Розташування
Прямуючи на південний схід від центру Борислава вулицею Богдана Хмельницького, біля будинку № 25 потрібно повернути ліворуч. Шлях займе близько 15 хвилин.